# Elvarázsolt kastély (film, 2003)
Az Elvarázsolt kastély (eredeti cím: The Haunted Mansion) 2003-ban bemutatott amerikai fantasy filmvígjáték Eddie Murphy főszereplésével. A film rendezője Rob Minkoff, forgatókönyvírója David Berenbaum.
A filmet az Amerikai Egyesült Államokban 2003. november 26-án mutatták be, Magyarországon 2004. április 1-jén jelent meg az InterCom Zrt. forgalmazásában.

## Cselekmény[2]
Jim Evers és felesége, Sara Evers profi ingatlanügynökök hatalmas üzleti lehetőséget kapnak: eladhatnak egy értékes régi kastélyt. Gyerekeikkel elmennek a kastélyba, nem sokkal érkezésük után hatalmas vihar csap le a környékre, járhatatlanná téve az utakat, így a család kénytelen ott tölteni az éjszakát a tulajdonos, Mr. Gracey és komornyikja, Ramsley vendégszeretetét élvezve. Jim és Sara összevesznek, mivel Jim minden idejét a munkájának szenteli, egy megbízásra sem tud nemet mondani, és emiatt is ragadtak egy félelmetes kastélyban éjszakára. A pár emiatt különválik, a gyerekeknek pedig megjelenik egy szellemgömb, amit követni kezdenek. Kiderül hogy a kastély lakói sokkal idősebbek, mint amilyennek látszanak: mind halottak szellemei, akiket átok szegez a helyhez, ráadásul Sara Evers komoly veszélyben van. Jimnek és a gyerekeknek meg kell oldaniuk a kastély rejtélyét és túl kell élniük a földöntúli kalandokat hogy megtalálják Sara-t, mielőtt túl késő lenne.
Kiderül hogy Sara Evers kiköpött mása Mr. Gracey szerelmének, akit Ramsley megölt, emiatt Mr. Gracey öngyilkos lett. Ramsley azt tervezi hogy hozzáadja Sara-t Mr. Gracey-hez, rákényszeríti hogy méreggel ölje meg magát, és ha szellemként egybekelnek, remélhetőleg megtörik az átok. Ramsley túszul ejti a gyerekeket és kidobja Jimet a kastélyból. Az esküvő elkezdődik, de Jim-nek sikerül visszajutnia a kastélyba, legyőzi az útját álló szellemkatonákat, kiszabadítja gyerekeit és megállítja az esküvőt. Jim elmondja mit tett Ramsley, aki beismeri bűnét és megidézi a Poklot. A Pokolból hatalmas tűzsárkány jön elő, ami elkapja Ramsley-t, lerántja a mélybe, majd eltűnnek. A szellemgömb visszanyeri emberi formáját, megjelenik a Mennyország és az ottragadt lelkek mind eltávoznak. Távozás előtt Mr. Gracey hálából az Evers családnak ajándékozza a kastélyt.

## Szereplők
| Szerep        | Színész          | Magyar hang     |
| ------------- | ---------------- | --------------- |
| Jim Evers     | Eddie Murphy     | Dörner György   |
| Ramsley       | Terence Stamp    | Versényi László |
| Master Gracey | Nathaniel Parker | Mihályi Győző   |
| Sara Evers    | Marsha Thomason  | Juhász Judit    |
| Madame Leota  | Jennifer Tilly   | Vándor Éva      |
| Ezra          | Wallace Shawn    | Makay Sándor    |
| Emma          | Dina Spybey      | Csere Ágnes     |
| Michael       | Michael Marc     | Morvay Gábor    |
| Megan         | Aree Davis       | Csifó Dorina    |
| Mr. Coleman   | Jim Doughan      | Imre István     |